# Hydatellales
Hydatellales is een botanische naam in de rang van orde: de naam is gevormd vanuit de familienaam Hydatellaceae. Een orde onder deze naam wordt de laatste decennia algemeen erkend door systemen voor plantentaxonomie, maar niet door het APG-systeem (1998) en het APG II-systeem (2003).
Het Cronquist-systeem (1981) gebruikte deze naam voor een van de zeven ordes in de onderklasse Commelinidae. De samenstelling was deze:
- orde Hydatellales
  - familie Hydatellaceae